# Station Stratford International
Stratford International is een spoorwegstation gelegen in Stratford in de Borough Newham in noord-oost Londen. Het station werd geopend op 30 november 2009 voor diensten van Southeastern op de High Speed 1, hoewel het station al gereed was in april 2006. Zoals de naam al aangeeft is het station bedoeld voor internationale treindiensten via de Kanaaltunnel maar deze zijn ondanks allerhande plannen nog nooit in het station gestopt.
Het station ligt naast het London Olympic Park, de locatie van de Olympische Zomerspelen van 2012 en het winkelcentrum Westfield Stratford City.
Op 31 augustus 2011 werd de lijn van de Docklands Light Railway (DLR) doorgetrokken naar een aangrenzend eigen station Stratford International aan de noordkant van het treinstation Stratford International waardoor het station een overstappunt werd tussen de binnenlandse treinverbindingen via High Speed 1  en het voorstedelijk transportnetwerk in en rond Londen.

## Treinverbindingen

### Binnenlandse hogesnelheidstreinen
- 1x per uur Regionale hogesnelheidstrein Londen St Pancras - Stratford International - Ebbsfleet International - Ashford International - Folkestone West - Folkestone Central - Dover Priory
- 1x per uur Regionale hogesnelheidstrein Londen St Pancras - Stratford International - Ebbsfleet International - Ashford International - Canterbury West - Ramsgate - Broadstairs - Margate
- 2x per uur Regionale hogesnelheidstrein Londen St Pancras - Stratford International - Ebbsfleet International - Gravesend - Strood - Rochester - Chatham - Gillingham - Rainham - Sittingbourne -  Faversham

Tijdens de Olympische Zomerspelen in 2012 stopte er elke 6 minuten een Olympic Javelin om bezoekers te vervoeren tussen Olympic Park in Stratford en Centraal-Londen.

### Internationale diensten
Het station was oorspronkelijk bedoeld als tussenstop in Londen voor internationale treinen die St Pancras International niet aandoen maar verder rijden naar andere bestemmingen in Groot-Brittannië. Bij de opening van het station weigerde Eurostar om treinen te laten stoppen vanwege te lage aantallen reizigers en de toename in reistijd. Het bedrijf herzag dit standpunt niet na de Olympische zomerspelen in 2012. Tijdens de Spelen was een stop niet mogelijk vanwege de belasting door de dienstregeling van de Olympic Javelin-treinen.

## Afbeeldingen

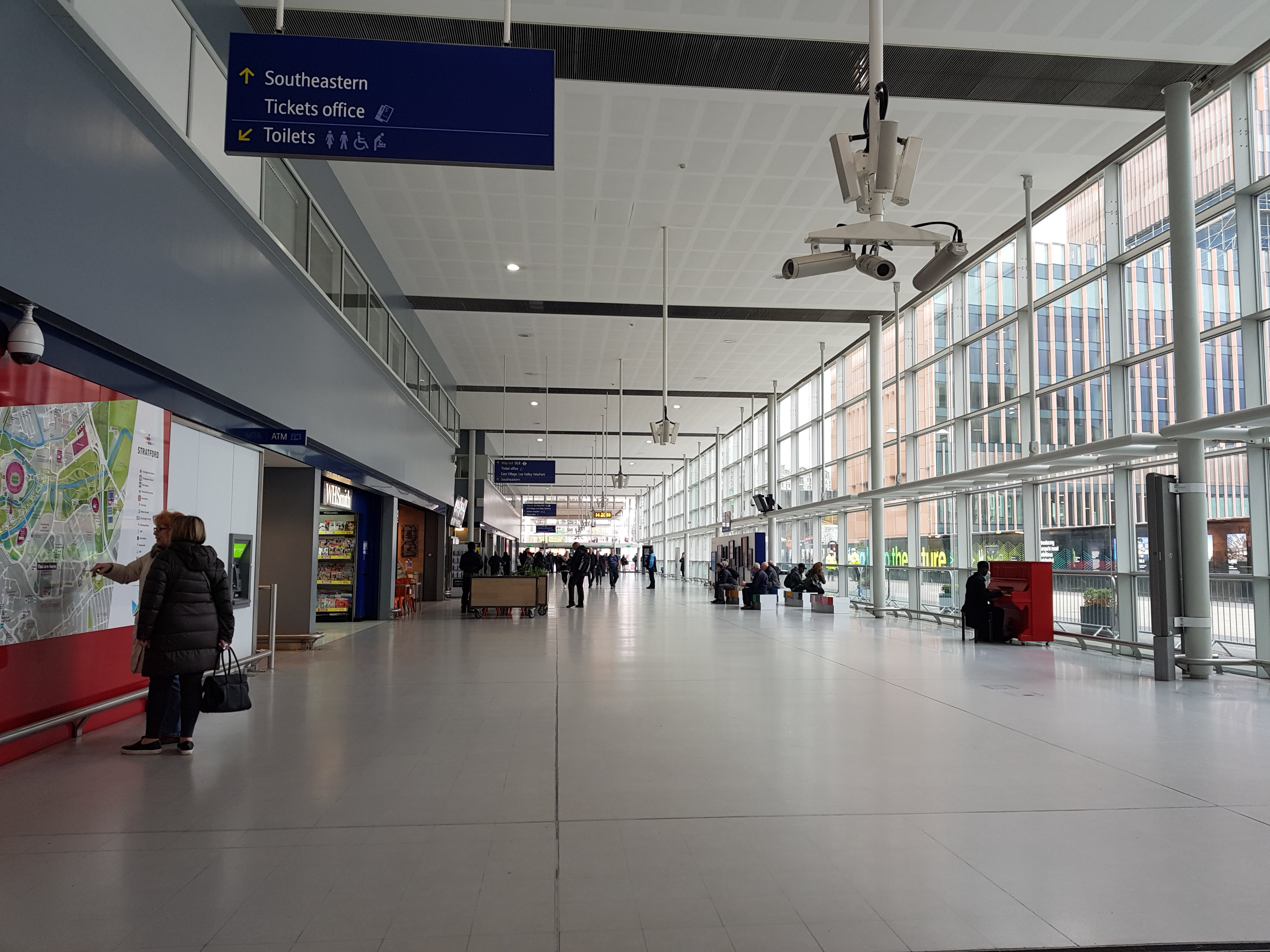
Stationshal
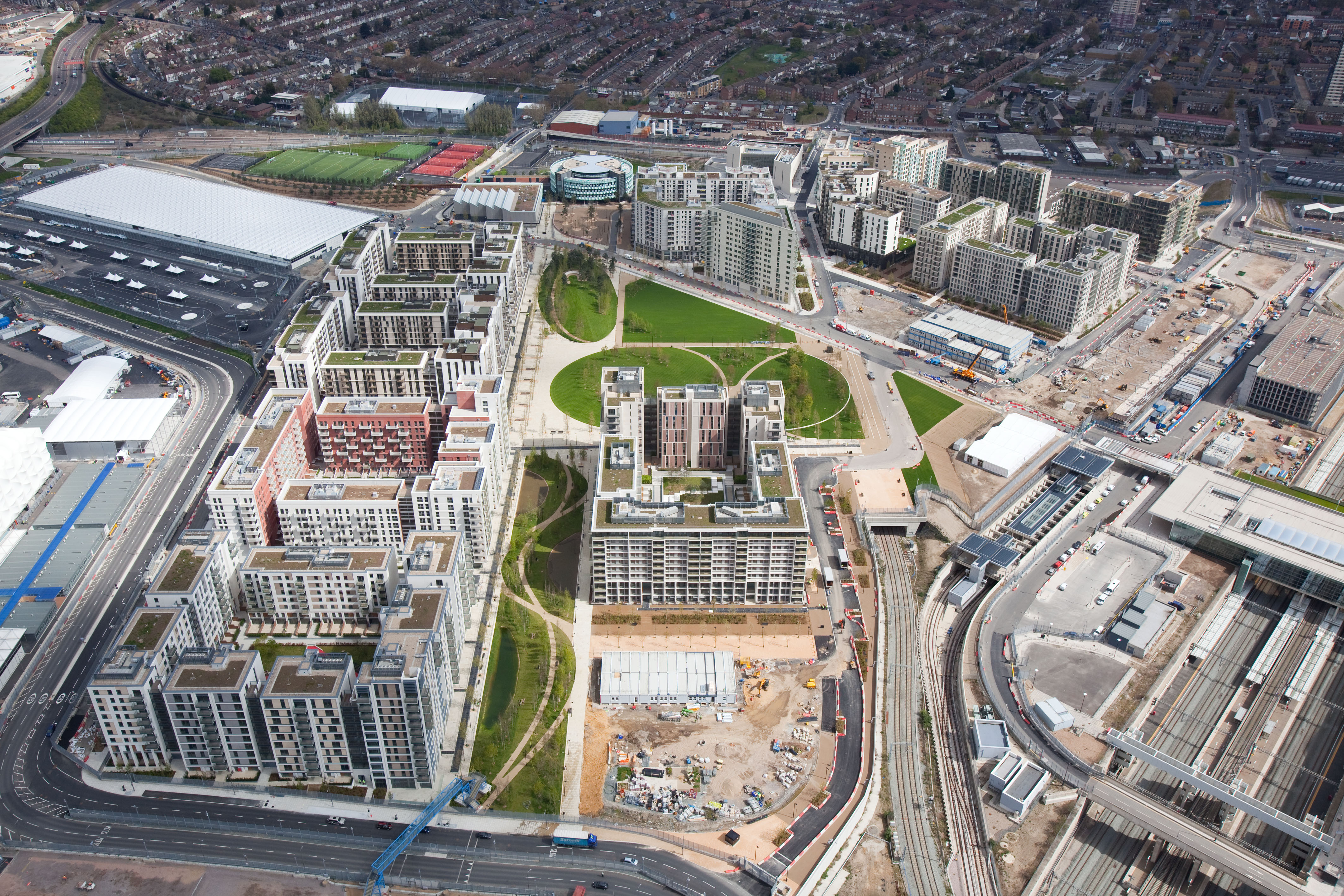
Olympisch dorp en (rechts) station
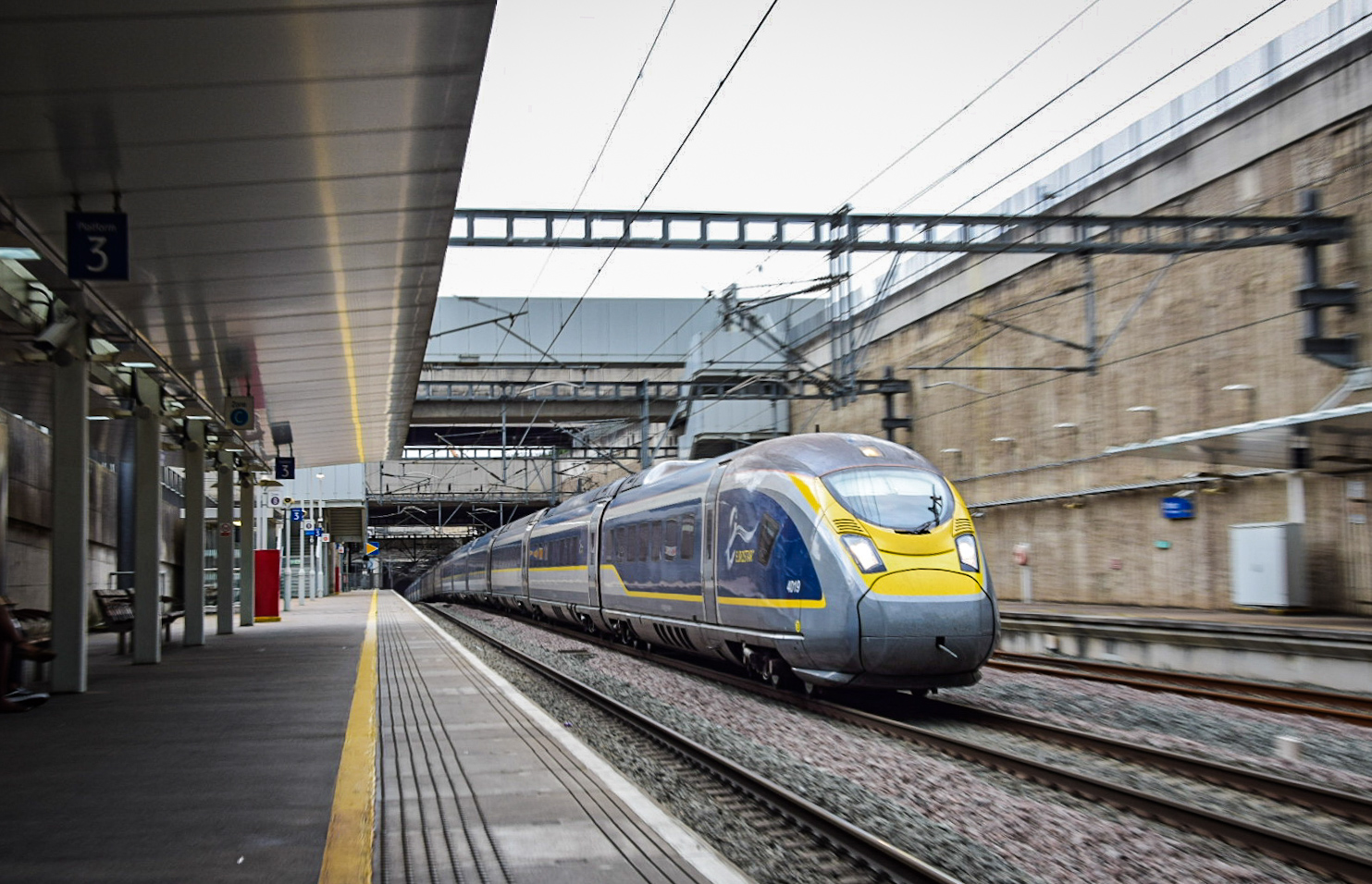
Eurostar bij doorkomst